# Sarcinodes flaviplaga
Sarcinodes flaviplaga là một loài bướm đêm trong họ Geometridae.